# Lijst van afleveringen van Shouf Shouf!
Dit is een lijst met afleveringen van de Nederlandse komedieserie Shouf Shouf!.

## Seizoen 1 (2006)
- 1.1 Verhuizen (1 januari 2006)

De familie Bentarik krijgt een nieuw huis, omdat hun vorige huis is gesloopt doordat het vol zat met asbest. Henk Boerman, de buurman houdt hen scherp in de gaten. Ap en zijn vrienden denken een gouden handel in tv-schotels te beginnen. Helaas ontvangen de schotels alleen Oriëntaalse zenders. De jongens proberen met een list twee oudere Marokkaanse mannen op te zadelen met deze zenders. Het bedrog komt uit en de mannen proberen wraak te nemen. Uiteindelijk koopt Jurgen de schotels.
- 1.2 Pizza (8 januari 2006)

Rachid heeft geen succes bij een speed-datingavond. Driss daarentegen wel bij het bezorgen van pizza's. Mussi probeert van Rachid een verleider te maken voor de speed-datingavond, maar faalt hierbij. Deze aflevering introduceert het personage 'Samira'. Zij was ook bij de speed-datingavond.
- 1.3 Lovenest (15 januari 2006)

Samira zoekt een kamer en de jongens hebben een briljant idee om het een en ander te combineren. Tezamen huren ze een woning in een goede buurt. De jongens hopen de woning te gebruiken om vrouwen mee naar toe te brengen, zodat ze ze niet naar huis hoeven te brengen, tot ergernis van Samira.   
- 1.4 Mannen in uniform (22 januari 2006)

De nieuwe jassen van Rachid en Robbie bieden onverwachts grote mogelijkheden tot clandestiene bijverdiensten. Ze besluiten om als parkeerwachters op te treden. Ali, een familielid van Ap is illegaal in Nederland en komt bij de familie Bentarik, terwijl hij ziek is.  
- 1.5 Bezoek (29 januari 2006)

Samira doet wanhopige pogingen voor haar ouders te verbergen dat ze boven het poolcafé woont en met jongens omgaat. Rachid probeert ondertussen een carrièrestart te maken als kok, maar gebruikt het geld van de kokscursus voor een kokspak in plaats van ingrediënten. Ap, Robbie en Moussi proberen zijn ingrediënten te regelen.  
- 1.6 Oppassen (5 februari 2006)

Buurman Boerman heeft een vakantiereis gewonnen naar Turkije. Moeder Bentarik past op zijn poes Vledder, maar als hij ontsnapt helpen de jongens gelukkig mee zoeken. 
- 1.7 Sterren gezocht (12 februari 2006)

Moussi heeft na meerdere parkeerboetes er genoeg van en besluit bezwaar aan te tekenen. Dit proces duurt hem te lang waarop hij besluit om samen met Rachid en Robbie in te breken bij de parkeerdienst. Hierbij weet Robbie een doos mee te nemen. Na inbraak bij de parkeerdienst, worden de jongens tot hun ontzetting ingehuurd om de reconstructie op de televisie na te spelen. 
- 1.8 Mario (19 februari 2006)

Om een baantje te krijgen moet Ap zich voordoen als een Italiaan genaamd Mario, maar hij is blij als zijn bedrog uitkomt en hij weer gewoon een van de vrienden kan zijn. 
- 1.9 Taxi Tarek (26 februari 2006)

Tarek gaat een weekje op vakantie, dat geeft de jongens de gelegenheid zijn mooie auto als taxi te gebruiken. De gevolgen zijn echter niet te overzien. Samira wordt gestalkt door een jongen.  
- 1.10 Missing man (5 maart 2006)

Robbie heeft stiekem een Nederlandse vriendin in Diemen-Zuid. De jongens vinden dat hij dat niet kan maken, zeker niet nu ze hem als vierde man missen bij het paintballen. Samira wil meedoen met paintballen, maar mag van de jongens niet invallen voor Robbie. Ze besluit om wraak te nemen. 
- 1.11 Strand (12 maart 2006)

Op het hete strand zit Rachid de hele dag met een verdwaalde kleuter opgescheept. Ap en Mussi staan bijna de hele dag in een lange file op weg ernaartoe. Driss verliest zijn zwembroek in het water. Boerman en moeder Bentarik gaan ook naar het strand. 
- 1.12 Samen leven (19 maart 2006)

Tijdens het voetbaltoernooi willen alle vier de jongens de aanvoerder zijn van het team en wordt uiteindelijk dankzij Samira de cup veroverd.

## Seizoen 2 (2007)
- 2.1 Tussen kunst en niets (26 januari 2007)

Ap kan een nieuw café beginnen, mede dankzij een nog op tijd binnengehaalde erfenis van Robbie. Hij opent zijn café 'Broodje Ap' aan het einde van de aflevering.  
- 2.2 Body fight (2 februari 2007)

Samira is hopeloos verliefd op de homosexuele fitnessleraar. Mussie is zwaar jaloers en doet er alles aan om Samira te overtuigen dat deze homo is. 
- 2.3 Oude liefde (9 februari 2007)

Omdat het Valentijnsdag is, proberen de jongens voor Boerman een vriendin te scoren als wraak voor zijn beledigingen aan Rachid. Mussie en Samira gaan een weddenschap aan dat Mussie niet in staat is om een slimme vrouw te versieren voor Valentijnsdag.   
- 2.4 Kat van huis (16 februari 2007)

Als Ap naar Marokko moet wegens familie-omstandigheden, past Rachid wel even op het café. Met alle gevolgen van dien... Zo wordt de zaak bijna afgekeurd door de Keuringsdienst.
- 2.5 Rijschool Mussi (24 februari 2007)

Samira neemt dure rijlessen, Mussi leidt ondertussen Driss gratis op. Het wordt een wedstrijd wie het eerst zijn rijbewijs haalt. Driss en Samira halen allebei het theorie-examen.  
- 2.6 Aangeklede Aap (3 maart 2007)

Samira's laptop gaat kapot door een virus en de jongens komen op het idee om plagiaat te plegen zodat ze toch nog iets kan inleveren. De docent heeft het niet door en draagt Samira voor om een lezing te geven. De jongens helpen Samira met een lezing op de universiteit. Rachid wil indruk maken op een date als geslaagde student. Helaas valt hij al gauw door de mand. 
- 2.7 Al Secura (10 maart 2007)

Terwijl Samira probeert het jongerencentrum open te houden, gaan de jongens werken als bodyguard. Dat blijkt toch moeilijker te zijn dan ze hadden gedacht.
- 2.8 Coming Man (17 maart 2007)

Terwijl Ap een concert organiseert met Yes-R voor een zogenaamd goed doel, moet Driss de andere jongens helpen met het versieren van drie Françaises. 
- 2.9 een Goede Buur (24 maart 2007)

Moussi's BMW wordt helemaal gepimpt met de opbrengst van de wietplantage die Driss water moet geven tijdens de vakantie van de buurman. Deze buurman tapt elektriciteit af van Boerman. Maar wat te doen als deze buurman plotseling terugkomt?
- 2.10 Operatie Backpack (31 maart 2007)

Rachid koopt een cadeau voor Robbie, omdat de jongens zijn verjaardag zijn vergeten. Ondertussen organiseren de jongens een surprise party voor Robbie. Boerman en Driss doen mee aan een viswedstrijd. De hoofdprijs is €200,- voor degene die de grootste snoek vangt.
- 2.11 Koninginnedag (7 april 2007)

Terwijl vier vrienden strijden om het beste verkoopplaatsje voor het café van Ap, versiert Ap het café in afwachting van het bezoek van Prinses Máxima. Máxima zal namelijk één zaak bezoeken en de keuze dient te worden gemaakt tussen Ap's café en een dönerzaak. Helaas gaat er het een en ander mis. 
- 2.12 Robbie's Ramadan (14 april 2007)

Robbie gaat de weddenschap aan, dat hij heel goed met de ramadan kan meedoen. Maar hij gebruikt wel een heel flauwe smoes om er onderuit te komen: hij beweert namelijk dat hij suikerziekte heeft. 

## Seizoen 3 (2009)
- 3.1 De eersten zullen de laatsten zijn (22 maart 2009)

Ap heeft het totaal gehad met Nederland en vertrekt naar Marokko met geld van de jongens om hen allen miljonair te maken.
- 3.2 Soap (29 maart 2009)

De jongens krijgen werk in een tv-studio. Driss belandt in een soap, de anderen worden kandidaat in de quiz Twee voor twaalf, terwijl ze de juiste letters hebben. 
- 3.3 Sandy (5 april 2009)

Als Robbie half bewusteloos in het ziekenhuis ligt en steeds de naam 'Sandy' roept, gaan Rachid en Mussi naar haar op zoek. Naast Robbie komt een vrouw te liggen die blind is en denkt dat Robbie een Marokkaanse jongen van het platteland is.  
- 3.4 Oog om oog, brand om brand (12 april 2009)

Als Mussi's auto in vlammen opgaat, zint hij op wraak. Driss jaagt intussen een carrière als rapper na en wordt opgepakt omdat hij een jerrycan met benzine vult voor zijn scooter. Hij komt in de cel met een andere muzikant die de auto van Mussi heeft verbrandt.  
- 3.5 Beltegoed (19 april 2009)

Als Driss een gevonden telefoon opneemt van een man die overlijdt, werkt hij zich vreselijk in de nesten door te liegen. De andere jongens raken intussen als verkeersregelaars ook in de problemen.
Gastrol: Chava Voor in 't Holt Als Sandra 
- 3.6 Robbies Roots (26 april 2009)

Robbie mag niet meedoen met de andere jongens in een rollenspel met de politie, omdat hij geen Marokkaan is. Dan gaat hij wel heel erg ver om te bewijzen dat hij ook Marokkaan is.
- 3.7 Ramadan voor dummies(3 mei 2009)

Driss bevalt het wel, werken in de zorg. De andere jongens gaan het ook proberen, maar komen van 'n koude kermis thuis.
- 3.8 Serieus serieus (10 mei 2009)

Mussi ontdekt dat hij eindelijk toe is aan een serieuze baan. Hij ontmoet daarbij de liefde van zijn leven, Chantal. Tot grote schrik van de andere jongens blijkt dat een blonde Hollandse te zijn. Rachid ontdekt zijn hockeytalent. 
- 3.9 Uitburgeren (17 mei 2009)

Boerman wil naar Marokko om te zien wat er met zijn geld is gebeurd. Ap drukt de jongens op het hart er alles aan te doen Boerman van dat idee af te brengen en de jongens proberen Boerman te leren 'uitburgeren'. 
- 3.10 Het beloofde land(1) (24 mei 2009)

De jongens gaan naar Marokko op zoek naar Ap, maar die blijkt niet makkelijk te vinden. Tijdens hun zoektocht raken ze Robbie ook nog eens kwijt die een bestaan als schaapsherder opbouwt. 
- 3.11 Het beloofde land(2) (31 mei 2009)

Het lukt de jongens Ap in Marrakech te vinden en ze zien wat er van hun investering terecht is gekomen.
- 3.12 Een ring is een ding (7 juni 2009)

Mussi heeft geen geld om de bruiloft te betalen. Wanneer hij zelfs de trouwringen moet inleveren om zijn schulden af te betalen, is het de vraag of het huwelijk wel doorgaat. Ap betaalt de investeringen van de jongens terug. Dit is de laatste aflevering. 